# ملكة جمال الكون 1992
ملكة جمال الكون 1992 هي مسابقة ملكة جمال الكون الواحدة والأربعين في تاريخ مسابقة ملكة جمال الكون منذ انطلاقتها عام 1952، تم عقد المسابقة في 9 مايو 1992 في مركز الملكة سيريكيت الوطني للمؤتمرات في بانكوك ، تايلاند. تنافست في المسابقة ثمانية وسبعون متسابقة في هذا العام. في نهاية الحدث توجت ميشيل ماكلين من ناميبيا من قبل لوبيتا جونز من المكسيك. هذه هي المرة الأولى والوحيدة التي تفوز فيها ناميبيا بالمسابقة.

## النتائج

### المراكز النهائية
| النتائج النهائية     | المتنافسة |
| -------------------- | --- |
| ملكة جمال الكون 1992 | - ناميبيا - ميشيل ماكلين                                                                                                  |
| الوصيفة الأولى       | - كولومبيا - باولا تورباي                                                                                                 |
| الوصيفة الثانية      | - الهند - مادو سابري |
| أفضل 6               | - بلجيكا - أنكه فان ديرميرش - هولندا - فيفيان يانسن - فنزويلا - كارولينا إزاك                                             |
| أفضل 10              | - أستراليا - جورجينا ديناهي - نيوزيلندا - ليزا ماري دي مونتالك - السويد - مونيكا برود - الولايات المتحدة - شانون ماركيتيش |

### المسابقة النهائية
| بلد              | المتوسط الأولي | مقابلة     | ملابس السباحة | فستان سهرة | متوسط نصف النهائي | أعلى 6 سؤال |
| ---------------- | -------------- | ---------- | ------------- | ---------- | ----------------- | ----------- |
| ناميبيا          | 9.147 (2)      | 9.529 (3)  | 9.243 (4)     | 9.614 (3)  | 9.462 (4)         | 9.643 (2)   |
| كولومبيا         | 8.969 (4)      | 9.643 (1)  | 9.221 (5)     | 9.607 (4)  | 9.490 (2)         | 9.514 (3)   |
| الهند            | 8.952 (5)      | 9.508 (5)  | 9.321 (2)     | 9.629 (2)  | 9.486 (3)         | 9.771 (1)   |
| فنزويلا          | 9.477 (1)      | 9.586 (2)  | 9.357 (1)     | 9.679 (1)  | 9.541 (1)         | 9.486 (4)   |
| هولندا           | 8.921 (6)      | 9.229 (9)  | 9.280 (3)     | 9.421 (5)  | 9.310 (5)         | 9.417 (5)   |
| بلجيكا           | 8.983 (3)      | 9.526 (4)  | 8.986 (6)     | 9.361 (6)  | 9.291 (6)         | 9.257 (6)   |
| أستراليا         | 8.805 (8)      | 9.242 (8)  | 8.857 (7)     | 9.327 (7)  | 9.142 (7)         |             |
| الولايات المتحدة | 8.874 (7)      | 9.350 (6)  | 8.721 (9)     | 9.250 (8)  | 9.107 (8)         |             |
| نيوزيلندا        | 8.789 (9)      | 9.350 (6)  | 8.743 (8)     | 9.043 (9)  | 9.045 (9)         |             |
| السويد           | 8.773 (10)     | 8.786 (10) | 8.686 (10)    | 8.971 (10) | 8.814 (10)        |             |

### الجوائز الخاصة
| الجوائز              | المتسابقة                           |
| -------------------- | ----------------------------------- |
| أفضل زي وطني         | - باراغواي - باميلا زارزا           |
| ملكة جمال فوتوغرافيا | - الإكوادور - سوليداد دياب          |
| ملكة جمال اللطافة    | - جزر توركس وكايكوس - باربرا جونسون |

## المتسابقات
- الأرجنتين - لورا رافائيل
- أروبا - يروشا راسمين
- أستراليا - جورجينا ديناهي
- النمسا - كاترين فريدل
- جزر البهاما - فونتيلا تشيبمان
- بلجيكا - أنكه فان ديرميرش
- برمودا - كوليتا جوزيف
- بوليفيا - - ناتاشا غبريال أرانا
- البرازيل - ماريا كارولينا أوتو
- جزر العذراء البريطانية - أليسيا بورك
- بلغاريا - ميكائيلا دينوفا نيكولوفا
- كندا - نيكول دانسدون
- جزر كايمان - إيفيت بيجي جورديسون
- تشيلي - مارسيلا فاكاريزا
- رابطة الدول المستقلة - ليديا كوبورسكايا
- كولومبيا - باولا تورباي
- جزر كوك - جانين توافيرا
- كوستاريكا - جيسيكا مانلي فريدريش
- كوراساو - ميجانو دي باولا
- قبرص - ميليتسا بابادوبولو
- تشيكوسلوفاكيا - ميكايلا مالاكوفا
- الدنمارك - آن ميت فوس
- جمهورية الدومينيكان - آنا إليزا غونزاليس
- الإكوادور - سوليداد دياب
- مصر - لمياء نوشي
- إلسالفادور - ميليسا سالازار
- فنلندا - كيرسي سيرجانين †
- فرنسا - ليندا هاردي
- ألمانيا - مونيكا ريش
- بريطانيا العظمى - تيفاني ستانفورد
- اليونان - مارينا تسينتيكيدو
- غوام - شيريل ديبرا باين
- غواتيمالا - نانسي ماريسيلا بيريز
- هندوراس - مونيكا راكيل رابالو
- المجر - دورا باتكو
- آيسلندا - سفافا هارادسدوتير
- الهند - مادهشري سابري
- جمهورية أيرلندا - جين طومسون
- إسرائيل - عينات زمورة
- جامايكا - بريدجيت رودن
- اليابان - أكيكو أندو
- كينيا - عائشة واويرا ليبرغ
- كوريا - لي يونغ هيون
- لبنان - عبير شروف
- لوكسمبورغ - كارول ريدينغ
- ماليزيا - روزيتا أبو بكر
- مالطا - جوليان كاميليري
- موريشيوس - ستيفاني ريمون
- المكسيك - مونيكا زونيغا
- ناميبيا - ميشيل ماكلين
- هولندا - فيفيان يانسن
- نيوزيلندا - ليزا ماري دي مونتالك
- نيكاراغوا - إيدا باتريشيا ديلاني
- نيجيريا - ساندرا جينفريد بتغريف
- جزر ماريانا الشمالية - إيميلدا أنطونيو
- النرويج - آن صوفي جالين
- بنما - آنا سيسيليا أوريلاك
- باراغواي - باميلا زارزا
- بيرو - ألين أرسي سانتوس
- الفلبين - إليزابيث جارسيا بيرويا
- بولندا - إيزابيلا فيليبوسكا
- البرتغال - ماريا فرناندا سيلفا
- بورتوريكو - ديزي غارسيا
- جمهورية الصين - فيفيان شيه هسيو تشيه
- رومانيا - كورينا كوردونيو
- سنغافورة - كوري تيو
- إسبانيا - فيرجينيا غارسيا
- سريلانكا - هيرانثي ديبابريا
- سورينام - نانسي كاسانغالووار
- السويد - مونيكا برود
- سويسرا - ساندرا ايغرتر
- تايلاند - أورنانونج بانياونج
- تركيا - إليف إيلغاز
- جزر توركس وكايكوس - باربرا جونسون
- الأوروغواي - غابرييلا إسكوبار فينتورا
- الولايات المتحدة - شانون ماركتيتش
- جزر العذراء الأمريكية - كاثي ماي سيتارام
- فنزويلا - كارولينا إيزاك

## الروابط الخارجية
- موقع ملكة جمال الكون الرسمي